# Prainha (strand i Brasilien, Rio de Janeiro)
Prainha är en strand i Brasilien.   Den ligger i delstaten Rio de Janeiro, i den sydöstra delen av landet, 900 km sydost om huvudstaden Brasília.
Runt Prainha är det i huvudsak tätbebyggt.